# Cornil
Cornil ist eine französische Gemeinde mit 1283 Einwohnern (Stand 1. Januar 2022), gelegen im Département Corrèze in der Region Nouvelle-Aquitaine. Die Gemeinde ist Mitglied des Gemeindeverbandes Tulle Agglo.

## Geografie
Die Gemeinde liegt im Massif Central direkt am Ufer der Corrèze, ungefähr 13 Kilometer südwestlich von Tulle, der Präfektur des Départements.

### Nachbargemeinden
Nachbargemeinden sind im Norden Chameyrat, Nordosten Sainte-Fortunade, im Südosten Le Chastang, im Süden Aubazine und im Westen Saint-Hilaire-Peyroux.

## Geschichte
Die Gegend um Cornil ist schon seit prähistorischer Zeit besiedelt. Heute wird das Ortsbild von seiner romanischen Kirche und dem übriggebliebenen Turm einer seiner beiden Schlösser geprägt.

### Gemeindewappen
Blasonierung: In Gold zwei rote Hifthörner mit gleichfarbigen Band.

### Einwohnerentwicklung
| Jahr      | 1962 | 1968 | 1975 | 1982 | 1990 | 1999 | 2007 | 2018 |
| Einwohner | 1568 | 1564 | 1532 | 1515 | 1423 | 1362 | 1393 | 1311 |

## Verkehr
Cornil Bahnstrecke liegt an der Bahnstrecke Coutras–Tulle und wird im Regionalverkehr mit TER-Zügen bedient.

## Persönlichkeiten
- Pierre Dauzier (1939–2007), ehemaliges Vorstandsmitglied der Gruppe Havas und ehemaliger Präsident des Rugbyvereins CA Brive
- Pierre Souletie (1910–1944), ehemaliger Führer der Armée secrète